# 约翰尼斯·柯尼希

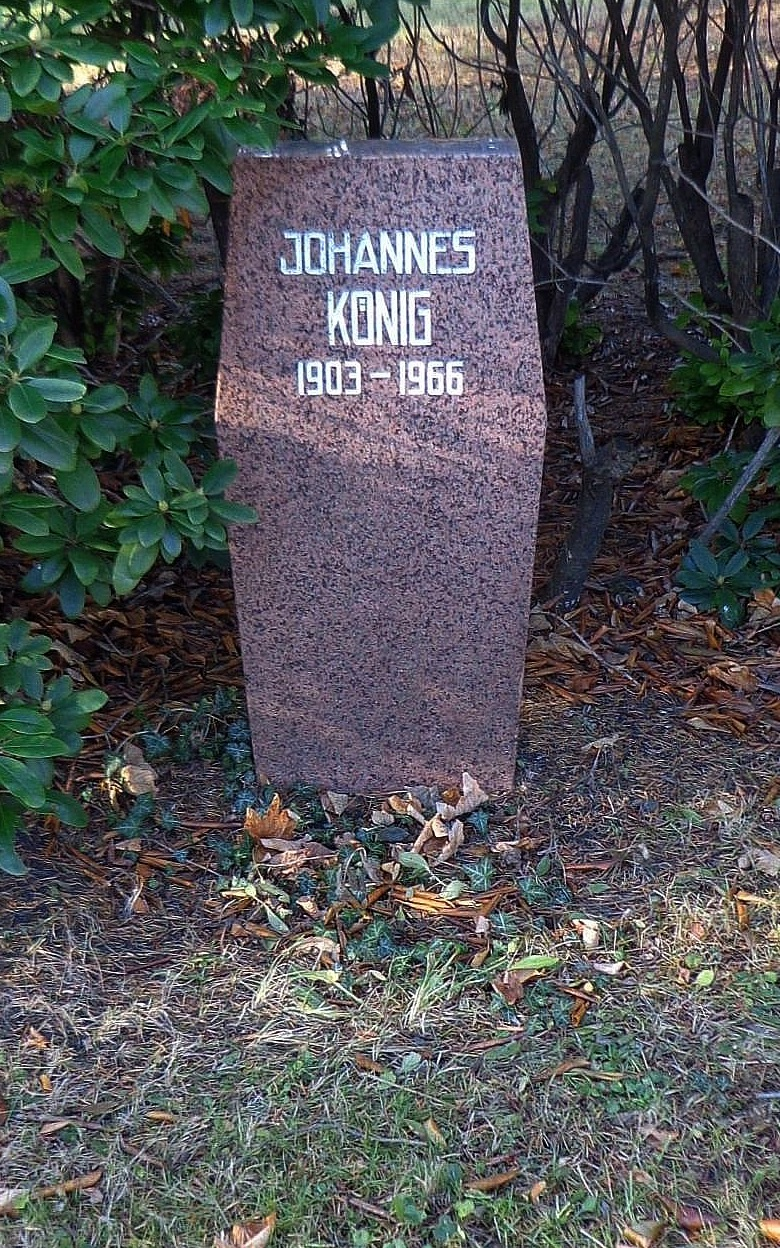
约翰尼斯·柯尼希之墓

约翰尼斯·柯尼希（德語：Johannes König，1903年4月2日—1966年1月22日），德国外交官，曾任东德驻华大使，东德外交部副部长等职务。